# 太田市立強戸小学校
太田市立強戸小学校（おおたしりつ ごうどしょうがっこう）は、群馬県太田市天良町にある公立小学校。

## 沿革
- 1873年10月13日 - 強戸村、成塚村、北金井村の三ヶ村が連合して瑞光寺に極深学校を開設する。
- 1886年4月 - 新田第十尋常小学校と改称、成塚連合村（成塚、強戸、北金井、菅塩、西長岡、寄合、寺井）の中央に設置する。
- 1890年5月 - 強戸尋常小学校と改称する。
- 1907年3月29日 - 第3校舎（120坪）を増築。
- 1941年2月 - 強戸村國民学校と改称する。
- 1947年4月1日 - 強戸村立強戸小学校と改称する。
- 1948年4月 - 強戸小学校PTA発足。
- 1957年4月1日 - 強戸村が太田市に合併、太田市立強戸小学校と改称する。
- 1961年4月1日 - 特殊学級を開設する。
- 1968年7月31日 - 鉄筋コンクリート3階建の西校舎完成。
- 1973年4月30日 - 木造2階建の旧校舎が半焼する。
- 1974年3月15日 - 鉄筋コンクリート3階建の東校舎完成、木造校舎解体。
- 1978年8月6日 - プール完成。
- 1980年3月 - PTAの奉仕作業によりアスレチック完成。
- 1982年11月22日 - 新給食室完成。
- 1985年10月18日 - 文部省指定体力づくり研究発表会。
- 1988年11月18日 - PTA文部省大臣表彰を受賞する。
- 1990年3月 - 特別教室棟完成。
- 1993年3月8日 - 普通教室棟完成。
- 1994年10月15日 - 創立120周年記念式典開催。
- 1995年1月28日 - 「光と風のモニュメント」完成。
- 1996年11月8日 - 文部省指定同和教育推進地域発表。
- 1998年11月18日 - 日本PTA全国協議会会長表彰受賞。
- 2003年11月5日 - 創立130周年記念式典開催。
- 2005年
  - 3月22日 - ISO14001認定取得。
  - 4月1日 - 通級指導教室（情緒）を開設する。

## スポーツクラブ
- 強戸小ミニバス（バスケットボール）
- 強戸キッカーズ（サッカー）
- 強戸イーグルス（野球）
- 強戸キャッツ（ソフトボール）

## 吹奏楽団
- 強戸小マーチングバンド

## 学区
- 成塚町[1]
- 北長岡
- 西長岡町
- 菅塩町
- 北金井町
- 大鷲町
- 上強戸町
- 中強戸
- 下強戸
- 石橋町
- 寺井町
- 天良町

## 関係者

### 出身者
- 岡部幸雄（旗手） - 日本中央競馬会
- 内田彩（声優、歌手）
- 島田岳洋(声優)

## 学校周辺
- 太田市立強戸中学校
- 東武桐生線：治良門橋駅
- 強戸市営住宅